# 杜青林
杜青林（1946年11月—），吉林磐石人，中国共产黨、中华人民共和国政治人物，原副国级领导人。曾任中共中央书记处书记、全国政协副主席。
他是中共第十四届中央候补委员，第十五届、十六届、十七届、十八届中央委员，第十八届中央书记处书记。第六届全国政协委员，第十一届、十二届全国政协副主席。

## 生平
杜青林早年参加“四清运动”出身；从1964年到1966年，在中共吉林市委党校青干班学习，历任柳河县、永吉县、舒兰县“社会主义教育运动”工作队队员、副组长。
1966年，调任中共吉林市委组织部工作。
1968年，进入长春第一汽车制造厂；历任标准件分厂党委秘书，挤压车间主任、党支部书记，标准件分厂革委会副主任，副厂长、党委副书记。
1978年，杜青林出任共青团吉林市委书记；1979年至1984年，任共青团吉林省委副书记、书记；其间，1981年至1984年，在东北师范大学政治教育专修科函授学习。
1984年至1985年，杜青林出任中共长春市委副书记。1985年至1988年，任中共吉林省委常委、组织部部长。1988年，升任中共吉林省委副书记、政法委书记、组织部部长。1988年至1992年，任中共吉林省委副书记、政法委书记。其间，1990年3月至5月，在中共中央党校省部级干部进修班学习。
1992年至1993年，任中共海南省委副书记。其间，1989年至1992年，在吉林大学法律系法律专业本科函授学习。1993年至1998年，任第二屆中共海南省委副书记、第一屆海南省人大常委会主任。其间，1994年至1996年，在吉林大学经济管理学院国民经济计划与管理专业在职研究生学习，获得经济学硕士学位。1998年至2001年，任中共海南省委书记、海南省人大常委会主任。其间，2000年9月至2000年11月，在中共中央党校省部级干部进修班学习。
2001年至2006年，任中华人民共和国农业部部长、党组书记。2003年3月17日，中华人民共和国国家主席胡锦涛发布第二号中华人民共和国主席令，根据中华人民共和国第十届全国人民代表大会第一次会议的决定，杜青林被任命为农业部部长。2006年12月任中共四川省委書記，2007年1月當選為四川省人大常委會主任，同年5月連任中共四川省委書記。2007年12月至2012年8月，任中共中央统战部部长。2008年3月起，兼任第十一届全国政协副主席、党组成员。2012年11月起，任中共中央书记处书记。2013年起，任第十二届全国政协副主席。